# Zygaenosia flaviceps
Zygaenosia flaviceps là một loài bướm đêm thuộc phân họ Arctiinae, họ Erebidae.